# Parc national de Cúc Phương
Le parc national de Cuc Phuong est situé dans la province de Ninh Binh au nord du Vietnam.

## Description
Cuc Phuong est le premier parc national du Vietnam et est la plus grande réserve naturelle du pays. C'est également un haut-lieu pour la préservation de la biodiversité au Vietnam.
En 1960, Cuc Phuong a été transformé en réserve naturelle. Ce n'est qu'en 1962 que le président de l'époque, Ho Chi Minh, a consacré Cuc Phuong comme parc national.
Les premières traces d'habitations humaines dans la forêt de Cuc Phuong datent de 7 000 à 12 000 ans. Des objets façonnés datés de cette époque ont été retrouvés dans de nombreuses cavernes du parc, ainsi que des sépultures humaines, des haches en pierre, lances aux pointes faites d'os, couteaux en coquille d'huître, et même d'outils pour le meulage.
Cuc Phuong possède une étonnante diversité de flore et de faune. On y a dénombré 97 espèces de mammifères, 300 espèces d'oiseaux, 36 espèces de reptiles, 17 espèces d'amphibiens, 11 espèces de poissons, 2 000 espèces de plantes aquatiques, des milliers d'espèces d'insectes et une grande variété de sols de différentes couleurs.
Un certain nombre d'espèces présentes dans le parc sont listées dans le Livre Rouge du Vietnam des espèces en voie de disparition.

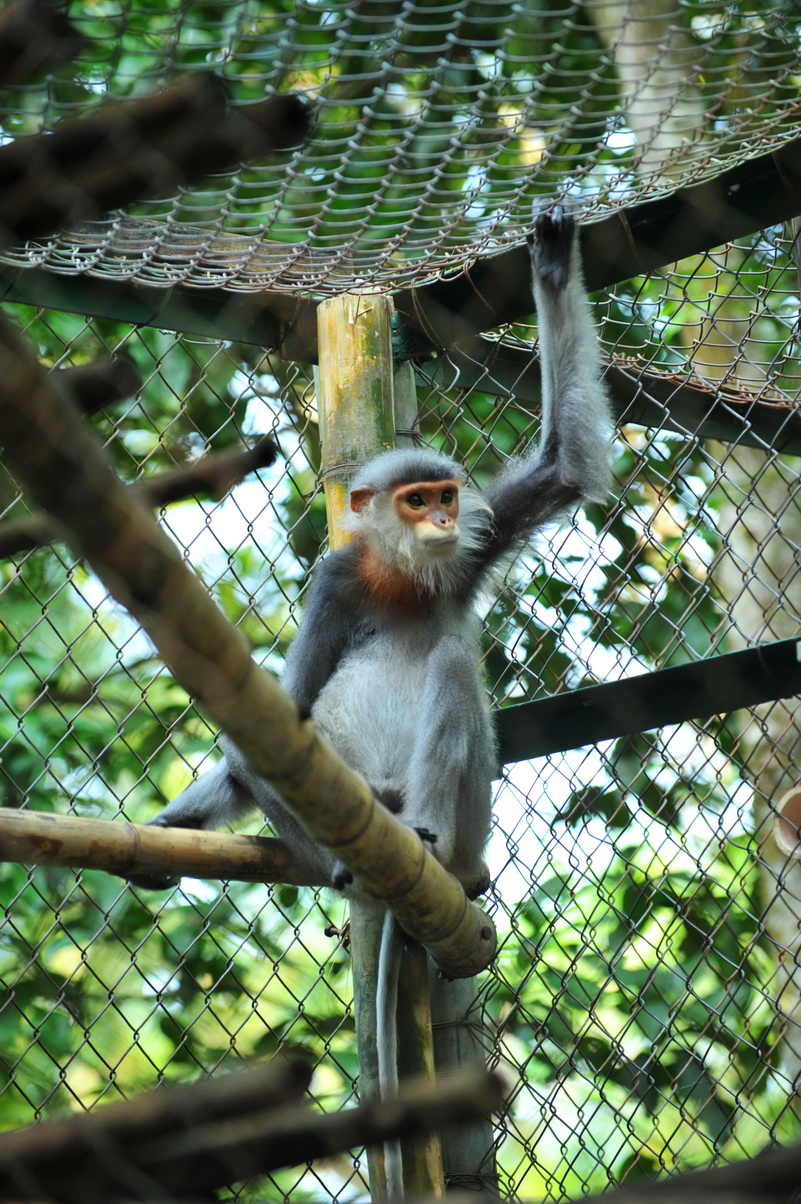
Douc à pattes grises, centre de réhabilitation du parc national de Cuc Phuong